# Ploștina (okręg Buzău)
Ploștina – wieś w Rumunii, w okręgu Buzău, w gminie Lopătari. W 2011 roku liczyła 589 mieszkańców.